# Gislaveds SK
Gislaveds SK (Gislaveds sportklubb), bildad 1952, är en sportklubb från orten Gislaved i Sverige som varit framgångsrika i ishockey. Klubben spelade i Allsvenskan i ishockey säsongerna 1999/2000-2001/2002. Hemmaarena är Gislerinken.
2015 gick föreningen i konkurs på grund av obetalda skulder. I samband med detta bröts ungdomsverksamheten ut och bildade en ny förening för att kunna bevaras. Den nya föreningen fick namnet Gislaveds skridskoklubb men marknadsförs utåt som GSK Hockey.

## Säsonger
| Säsong    | Division            | Placering | Vårserie                  | Kval/Playoff                                                                   |
| --------- | ------------------- | --------- | ------------------------- | ------------------------------------------------------------------------------ |
| 1998/1999 | Division II Södra B | 2         | 1:a i Alltvåan            | Besegrar Vänersborg i Playoff, 3:a i playoff till nya Allsvenskan, uppflyttade |
| 1999/2000 | Allsvenskan Södra   | 11        | 6:a i vårserien           |                                                                                |
| 2000/2001 | Allsvenskan Södra   | 6         | 3:a i vårserien           |                                                                                |
| 2001/2002 | Allsvenskan Södra   | 11        | 7:a i vårserien           | 6:a i kvalserien till Allsvenskan, nerflyttade                                 |
| 2002/2003 | Division 1 Södra    | 12        |                           | 5:a i kvalserie A, nerflyttade                                                 |
| 2003/2004 | Division 2 Södra B  | 5         |                           | 4:a i kvalserie B                                                              |
| 2004/2005 | Division 2 Södra A  | 1         |                           | 2:a i kvalserien Södra Grupp 1, uppflyttade                                    |
| 2005/2006 | Division 1F         | 10        |                           |                                                                                |
| 2006/2007 | Division 1F         | 6         | 2:a i vårserien           |                                                                                |
| 2007/2008 | Division 1F         | 9         | 2:a i vårserien           |                                                                                |
| 2008/2009 | Division 1F         | 9         | 2:a i vårserien           |                                                                                |
| 2009/2010 | Division 1F         | 9         | 2:a i vårserien           |                                                                                |
| 2010/2011 | Division 1F         | 9         | 6:a i vårserien           | 3:a i kvalserien till Division 1                                               |
| 2011/2012 | Division 1E         | 10        | 6:a i fortsättningsserien | 4:a i kvalserie E, nerflyttade                                                 |